# IC 1718
IC 1718 је галаксија у сазвјежђу Троугао која се налази на листи објеката дубоког неба у Индекс каталогу.
Деклинација објекта је + 33° 21' 55" а ректасцензија 1h 38m 26,9s. Привидна величина (магнитуда) објекта IC 1718 износи 14,1 а фотографска магнитуда 15,1. IC 1718 је још познат и под ознакама CGCG 503-2, CGCG 502-122, KUG 0135+331, PGC 6068.